# Sherobod (Bezirk)
Der Bezirk Sherobod ist ein Bezirk in der usbekischen Viloyat Surxondaryo. Die Hauptstadt ist die Stadt Sherobod. Der Bezirk hat 197.300 Einwohner (Schätzung 2021) und wurde am 29. September 1926 gegründet.

## Geographie
Der Bezirk grenzt im Norden an Boysun, im Nordosten an Bandixon, im Osten an Qiziriq, im Süden an Muzrabot, im Südosten an Angor, im Norden an das Viloyat Qashqadaryo und im Westen an Turkmenistan. Die südliche Grenze des Bezirks wird vom Zang-Kanal durchquert, während der Sherobod-Hauptkanal aus dem Osten verläuft. In der Umgebung der Dörfer Oqtosh, Pashxoʻrd und Zarabog gibt es alte Kanäle, die traditionell genutzt wurden. In den Ebenen sind sandige und lehmige Böden vorherrschend, während die trockenen Gebiete felsigen Boden aufweisen und die bergigen Regionen aus tonigem Boden bestehen. Der Bezirk umfasst eine Fläche von 2730 Quadratkilometern.

## Gliederung
Der Bezirk ist in die Stadt Sherobod sowie 9 Landgemeinden und 7 Siedlungen städtischen Typs untergliedert. Die Siedlungen städtischen Typs sind Zarabogʻ, Kilkon, Navbogʻ, Paxtaobod, Sariqamish, Choʻyinchi und Yangiariq. Die 9 Landgemeinden sind:
- Oqqoʻrgʻon
- Koʻhitang
- Sariqamish
- Seplon
- Talloshqon
- Rabatak
- Yangiturmush
- Boʻston
- Chinobod

## Archäologische Funde
Das Gebiet des Bezirks ist für seine antiken Kunstwerke bekannt, darunter die Zaravutsoy-Petroglyphen, die antiken Städte Jarqoʻton und Jondavlattepa sowie das Nondahana-Karawanserei  (19. bis 20. Jahrhundert). Es ist bekannt, dass der berühmte islamische Gelehrte Imam Termizi (Al-Tirmidhi) aus dem heutigen Bezirk Sherobod stammte. Sein Mausoleum befindet sich innerhalb der Bezirksgrenzen.